# Боја парадајза
Боја парадајза је црвенкасто наранџаста боја, која није заправо боја плода парадајза (која је црвенија), већ супе од парадајза. Ова боја је приказана десно.
Прва документована употреба назива ове боје на енглеском језику је била 1891.
Када су X11 Интернет боје биле уведене средином деведесетих, увршћена је и ова боја.